# Cahan (Orne)
Cahan település Franciaországban, Orne megyében. Lakosainak száma 162 fő (2022. január 1.). Cahan Saint-Denis-de-Méré, Pont-d’Ouilly, Berjou, La Lande-Saint-Siméon, Ménil-Hubert-sur-Orne és Sainte-Honorine-la-Chardonne községekkel határos.

## Népesség
A település népességének változása:
| Lakosok száma | 163  | 179  | 183  | 181  | 175  | 170  | 164  | 163  | 162  |
|               | 2013 | 2015 | 2016 | 2017 | 2018 | 2019 | 2020 | 2021 | 2022 |